# Statua di Napoleone (Bastia)

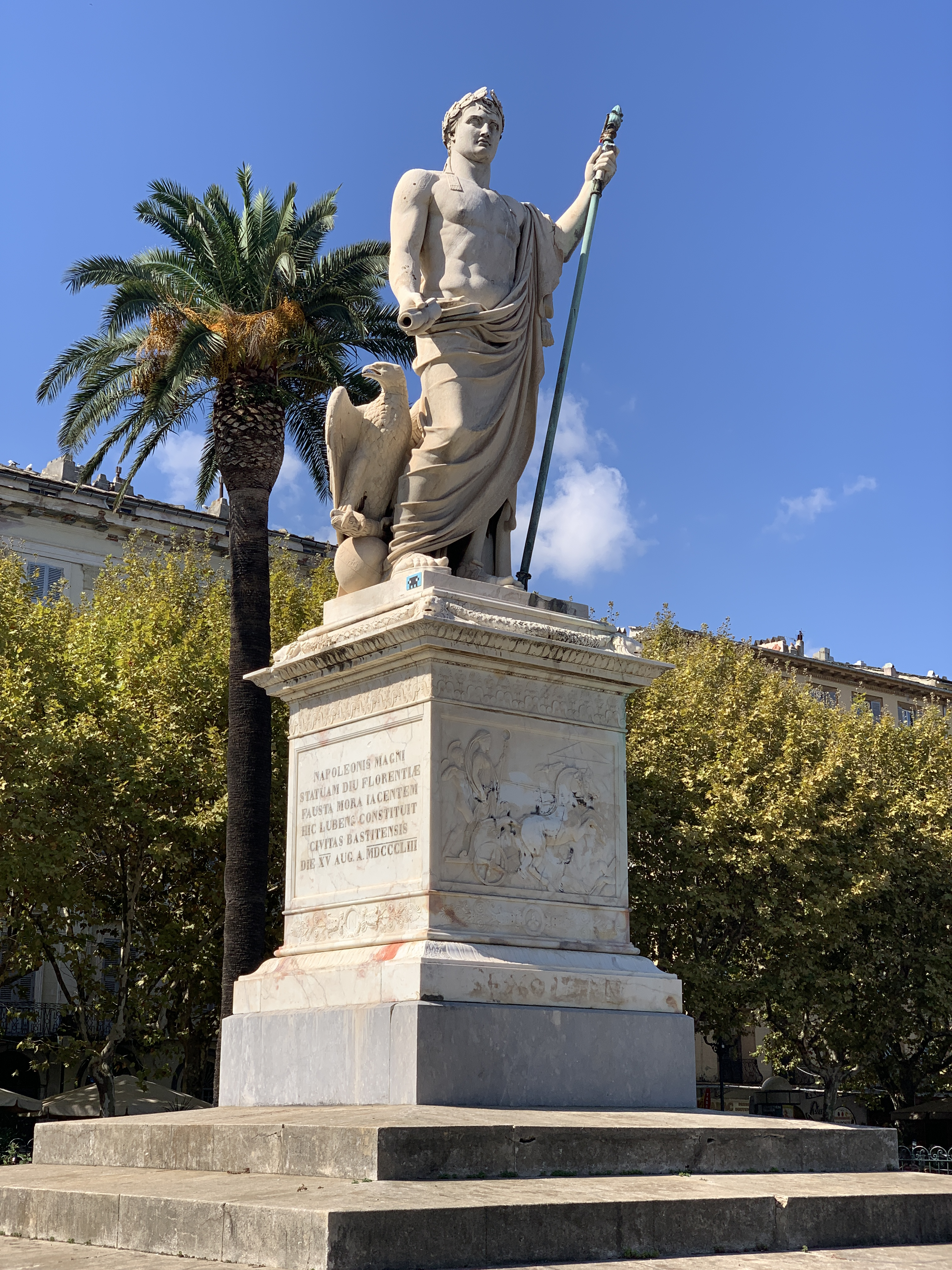
La statua sul piedistallo posto ai suoi piedi l'anno del suo arrivo a Bastia, nel 1853.

La statua di Napoleone Bonaparte è una scultura eretta nel 1853 che si trova a Bastia, a sud della Piazza Saint-Nicolas. Opera dello scultore fiorentino Lorenzo Bartolini, è tuttora classificata come monumento storico.
La statua venne commissionata dalla sorella di Napoleone, Elisa Bonaparte, e dalla Camera di Commercio del comune di Livorno, per celebrare il potere imperiale del fratello nel 1808. La statua fu completata nel 1813 ma il progetto fu abbandonato un anno dopo a causa dell'abdicazione di Napoleone. Rimase a lungo negli studi del Bartolini finché egli, bonapartista, decise di contattare il comune di Bastia, in Corsica, e donarla.
La statua venne infine acquistata infine per la somma di quarantamila franchi nel 1853 e venne eretta sulla nuova Place Saint-Nicolas..
La scultura rappresenta Napoleone come imperatore o divinità romana. Coronato di alloro, vestito con una toga, con uno scettro nella mano sinistra e un cartiglio nella mano destra, ha gli stessi tributi di una figura classica del legislatore o quelli del dio romano Giove.
Sul retro, sul piedistallo, compare lo stemma della città.